# Daubuciszki (Litwa)
Daubuciszki (lit. Daubutiškės) − wieś na Litwie, w okręgu wileńskim, w rejonie solecznickim, w gminie Paszki. 3 km na południowy zachód od Paszek, zamieszkana przez 17 ludzi. 

## Historia
W czasach zaborów folwark w gminie Dziewieniszki, w powiecie oszmiańskim, w guberni wileńskiej Imperium Rosyjskiego. W 1866 roku liczył 31 mieszkańców, należał do Umiastowskich.
W latach 1921–1945 folwark leżał w Polsce, w województwie wileńskim, w powiecie oszmiańskim, w gminie Dziewieniszki.
W 1931 w 2 domu zamieszkiwały 34 osoby.
Wierni należeli do parafii rzymskokatolickiej w Konwaliszkach. Miejscowość podlegała pod Sąd Grodzki w Holszanach i Okręgowy w Wilnie; właściwy urząd pocztowy mieścił się w Dziewieniszkach.
W latach 1735–1991 we wsi istniał drewniany meczet tatarski.